# Alberamassief
Het Alberamassief vormt het meest oostelijke deel van de Pyreneeën en ligt op de grens van Spaans Catalonië en de Franse Roussillon. Het Alberamassief is opmerkelijk lager dan de rest van de Oostelijke Pyreneeën, die ten westen van het Alberamassief liggen en significant hoger zijn (bijv. de Puigmal (2910 m). De Pyreneeën eindigen in het oosten aan de Cap de Creus. De westelijke grens van het massief wordt vaak bij de Col du Perthus gelegd.
Een groot deel van het zuidelijke deel van het massief ligt in het natuurreservaat Paratge Natural d'Interès Nacional de l'Albera. Er zijn verschillende megalithische sites te vinden in het gebergte.

## Toponymie
De etymologie van het woord “Albères” is problematisch vanwege het ontbreken van oude documenten (de eerste dateren uit de 9e eeuw) en het feit dat verschillende zeer frequente wortels lijken te corresponderen met deze naam1.
Een eerste hypothese is dat het uit het Latijnse Albaria komt door het collectieve achtervoegsel -aria toe te voegen aan het bijvoeglijk naamwoord albus, wat "wit" betekent, maar deze verklaring is niet bevredigend, omdat het massief niet wit van kleur is. In de middeleeuwen vertoonde het waarschijnlijk geen witte rotsen, omdat het bedekt was met bossen. Het kan ook afkomstig zijn van alba, dageraad, omdat het de meest oostelijke Pyreneeën is, of van de pre-Latijnse wortel Alp die in veel bergnamen in West-Europa voorkomt2.
Lluis Basseda neigt naar de laatste hypothese: de wortel Alp gevolgd door het Latijnse collectief -aria of door het Ibero-Baskische achtervoegsel -erri. De term Albera zou een steile berg aanduiden, hoog maar rijk aan weilanden, in tegenstelling tot Corbera, gebruikt voor een rond reliëf, lager en bedekt met struiken die we in de regio vinden in namen als de gemeente Corbère-les-Cabanes of de Corbières-massief1. Deze hypothese komt overeen met de inrichting van de betreffende plaatsen.
De naam verschijnt voor het eerst in het Latijn in 844 in een tekst van de toekomstige keizer Karel de Kale, waarin een plaats in Monte Albario wordt genoemd. De term wordt tijdens de middeleeuwen onverschillig in het enkelvoud of meervoud aangetroffen. Het wordt uiteindelijk vastgelegd in het enkelvoud in het Catalaans in de vorm Albera en in het meervoud in het Frans2. In het Frans duidt de uitdrukking "les Albères" dus het massief aan, terwijl L'Albère de naam is van een Franse gemeente die in dit massief ligt.

## Geografie

### Topografie
Het massief gezien vanaf het meer van Villeneuve-de-la-Raho3.
Het Albères-massief wordt in het westen begrensd door de Col du Perthus en de rivier de Rome, die het scheiden van het Salines4-massief, in het oosten door de Middellandse Zee tussen Argelès-sur-Mer in Frankrijk en Port-Bou en Llançà in Spanje. De Albères domineren de lagere Tech-vallei en de Roussillon-vlakte in het noorden en de Empordà-vlakte in het zuiden. Voor de bergen op de rechteroever van de Tech, in het westen, is de grens onzeker en bijna onmogelijk te bepalen. In het zuiden wordt het Cap de Creus-massief soms beschouwd als onderdeel van de Albères5. Het culmineert op 1.256 meter boven zeeniveau bij Puig Neulós.
De toprug van de Albères helpt de grens tussen Frankrijk en Spanje af te bakenen. Het massief maakt dus geografisch gezien deel uit van de Pyreneeën. Administratief is het gelegen in het departement Pyrénées-Orientales in Frankrijk, en in de provincie Girona in Catalonië (Spanje).

## Geologie
Het Albères-massief ligt aan het oostelijke uiteinde van de axiale zone van het Pyreneeëngebergte. Dit gebied bestaat voornamelijk uit paleozoïsche en oudere formaties (daterend van ongeveer 550 miljoen jaar geleden tot ongeveer 300 miljoen jaar geleden), die zich uitstrekken in een brede gordel die van west naar oost loopt, van de Hautes-Pyrénées tot het Canigou-massief en de kust van Vermeille, door Andorra6.
In het Albères-massief zijn de twee belangrijkste groepen formaties gemetamorfoseerde formaties van sedimentaire oorsprong (met name schisten) en formaties van plutonische oorsprong (voornamelijk graniet en gneis)7.
Op de noordelijke helling markeert de Albères-breuk (die zich ongeveer van west naar oost uitstrekt van rond Le Boulou tot rond Argelès) een duidelijke geologische en topografische grens tussen het Paleozoïcum en oudere formaties van het Massif des Albères en de Neogene afzettingen van het bekken van Roussillon8 .
Dit massief, dat voornamelijk uit kiezelhoudende geologische oorsprong bestaat, produceert zure bodems; vandaar de aanwezigheid van maquis en niet van kreupelhout (aanwezig op kalksteenbodems).

## Activiteiten
Cultureel en toeristisch erfgoed
De kerk van Sorède.
De Albères hebben een erfgoed dat niet zonder belangstelling is. Naast de schoonheid van de landschappen heeft de geschiedenis talloze sporen nagelaten, variërend van de prehistorie tot vandaag.
De Col de Panissars en de Col du Perthus zijn duizend jaar oude kruispunten tussen het Iberisch schiereiland en Frankrijk, er zijn nog talrijke overblijfselen uit de oudheid: het versterkte complex van Cluses, route van de Via Domitia, overblijfselen van de trofee van Pompeius aan de Col de Panissars.
Middeleeuwse vestingwerken:
de Madeloc-toren en de Massane-toren (voormalige signaaltorens uit de 13e eeuw) bieden beide een opmerkelijk uitzicht op de kustvlakte en de kust;
het kasteel van Ultrère, waarvan de ruïnes gedeeltelijk teruggaan tot de oudheid.

### Religieuze monumenten
het massief herbergt verschillende religieuze constructies die grotendeels dateren uit het pre-romaanse tijdperk, wat ze zeer interessant maakt vanuit archeologisch en historisch oogpunt;
we kunnen de voormalige kluis van Notre-Dame du Château d'Ultrère (18e eeuw) aanhalen, de voormalige cisterciënzerabdij van Valbonne (privébezit en niet te bezoeken), de Saint-Martin-kapel in het gehucht Lavall (La Vall), de kapellen van Laroque, ...;
en natuurlijk de drie niet te missen monumenten: de oude abdijen van Saint-Génis-des-Fontaines en Saint-André (Pyrénées-Orientales), evenals de voormalige priorij Sainte-Marie du Vilar in Villelongue-dels-Monts.

### Andere sites
- het graf van Maillol, gelegen in Banyuls-sur-Mer;
- de mediterrane tuin van Mas de la Serre in Banyuls-sur-Mer.
- Natuurlijke toeristische en sportieve trekpleisters
- Het Tanyareda-toevluchtsoord op de GR 10-route, in het beukenbos.
- Gratis vluchten starten:
- Puig Naud (ND du Château).

## Klimplekken
- Le Rimbau, vlakbij Collioure, een historische klimlocatie in het departement en momenteel voornamelijk uitgerust met gemakkelijke routes13;
- De Massane-rots, oude plek uit de jaren zestig;
- Notre-Dame du Château, de bekendste plek in het massief14;
- Roc Fouirous, gelegen nabij Col l’Ouillat15;
- de Roc du Midi;
- Sant Cristau.
- Navigatie en kanoën:
- de Massane (hoge rivieren);
- kustgebieden (zee).

## Natuurlijke toeristische en sportieve trekpleisters
- Het Tanyareda-toevluchtsoord op de GR 10-route, in het beukenbos.
- Gratis vluchten starten:
- Puig Naud (ND du Château).
- Klimplekken:
- Le Rimbau, vlakbij Collioure, een historische klimlocatie in het departement en momenteel voornamelijk uitgerust met gemakkelijke routes13;
- De Massane-rots, oude plek uit de jaren zestig;
- Notre-Dame du Château, de bekendste plek in het massief14;
- Roc Fouirous, gelegen nabij Col l’Ouillat15;
- de Roc du Midi;
- Sant Cristau.
- Navigatie en kanoën:
- de Massane (hoge rivieren);
- kustgebieden (zee).

## Klimaat
Het Mediterraanse klimaat vertaalt zich in een vegetatie die gedomineerd wordt door kurkeik en maquis. In de hogere delen van het massief bevinden zich beukenbossen.

## Galerij

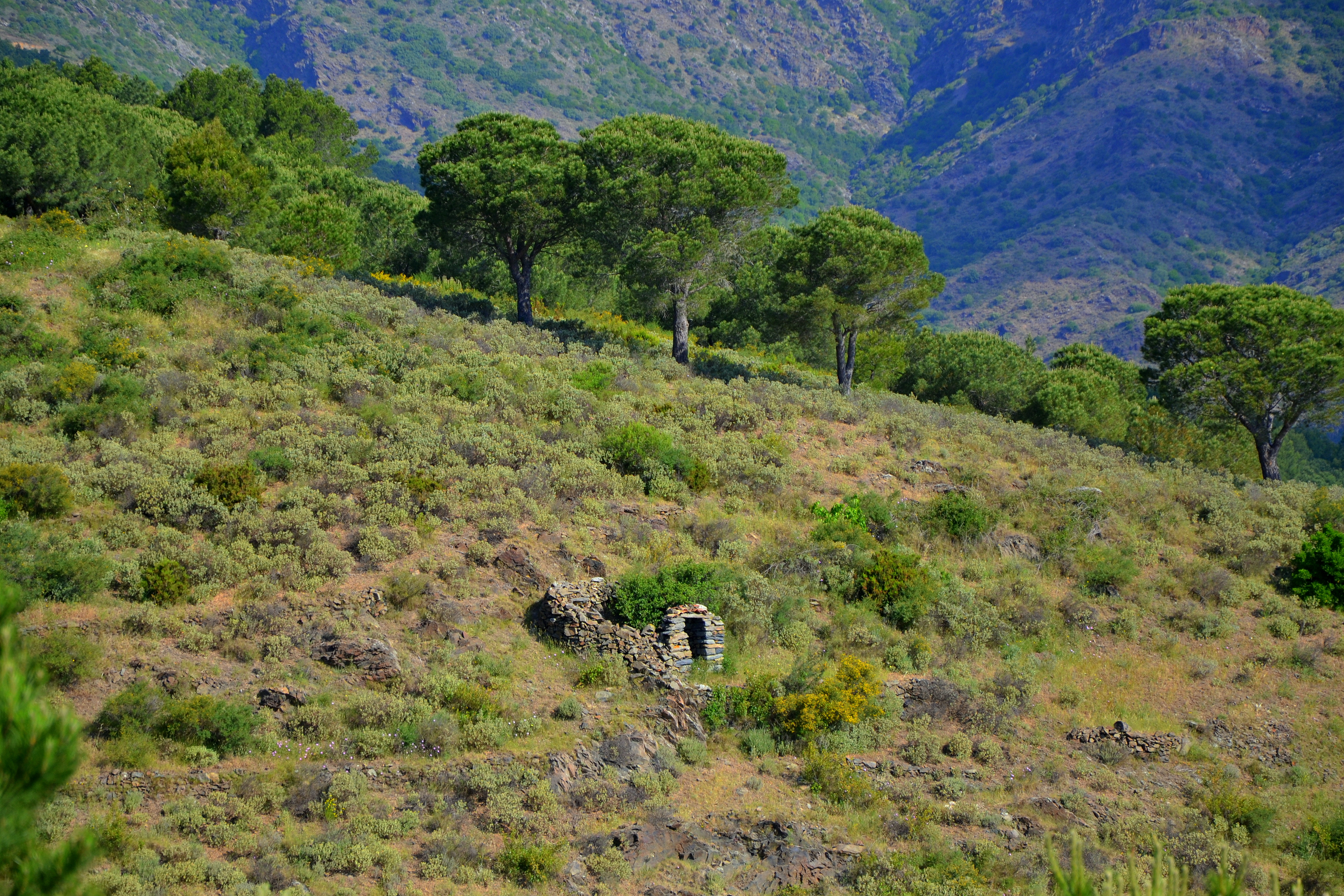
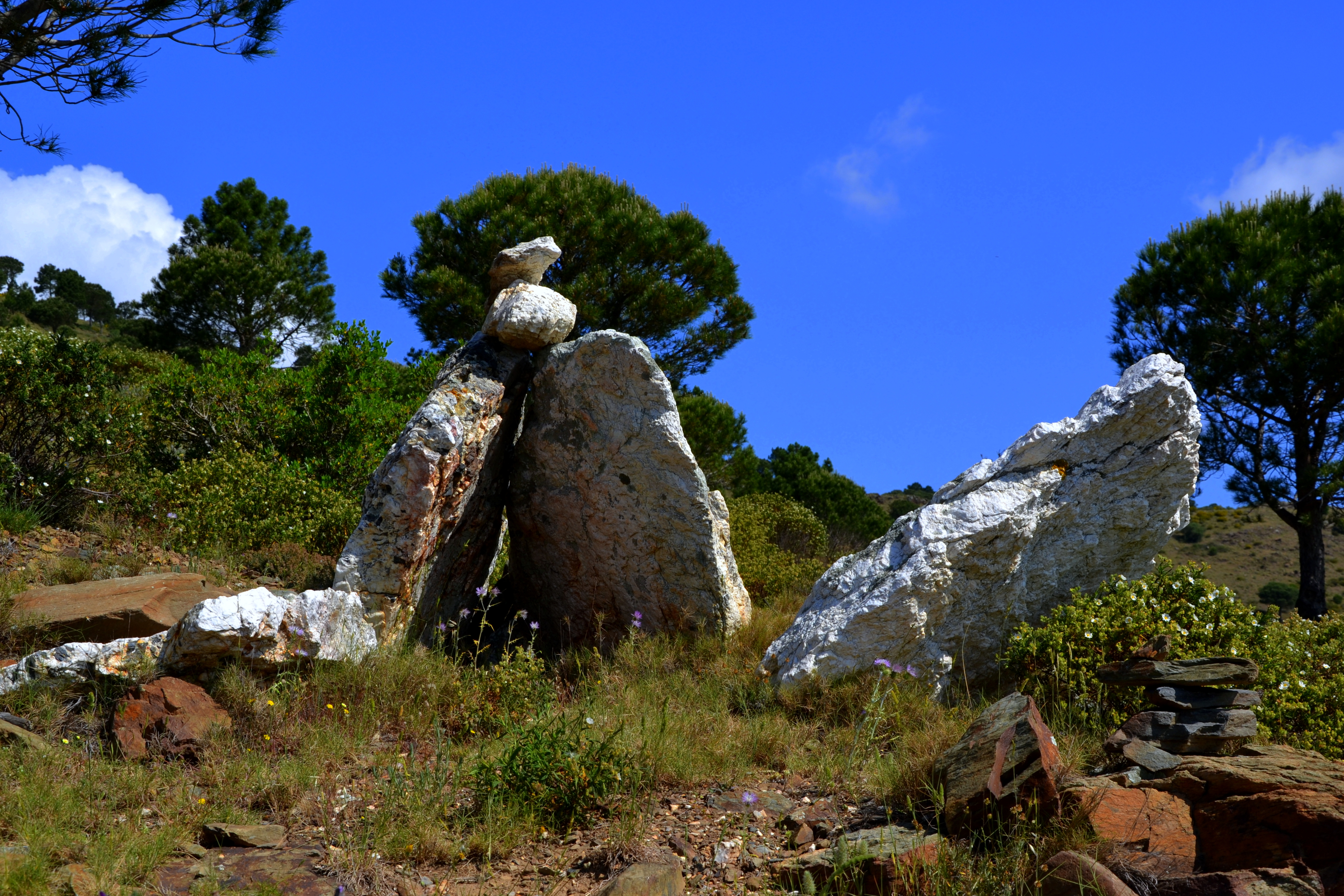
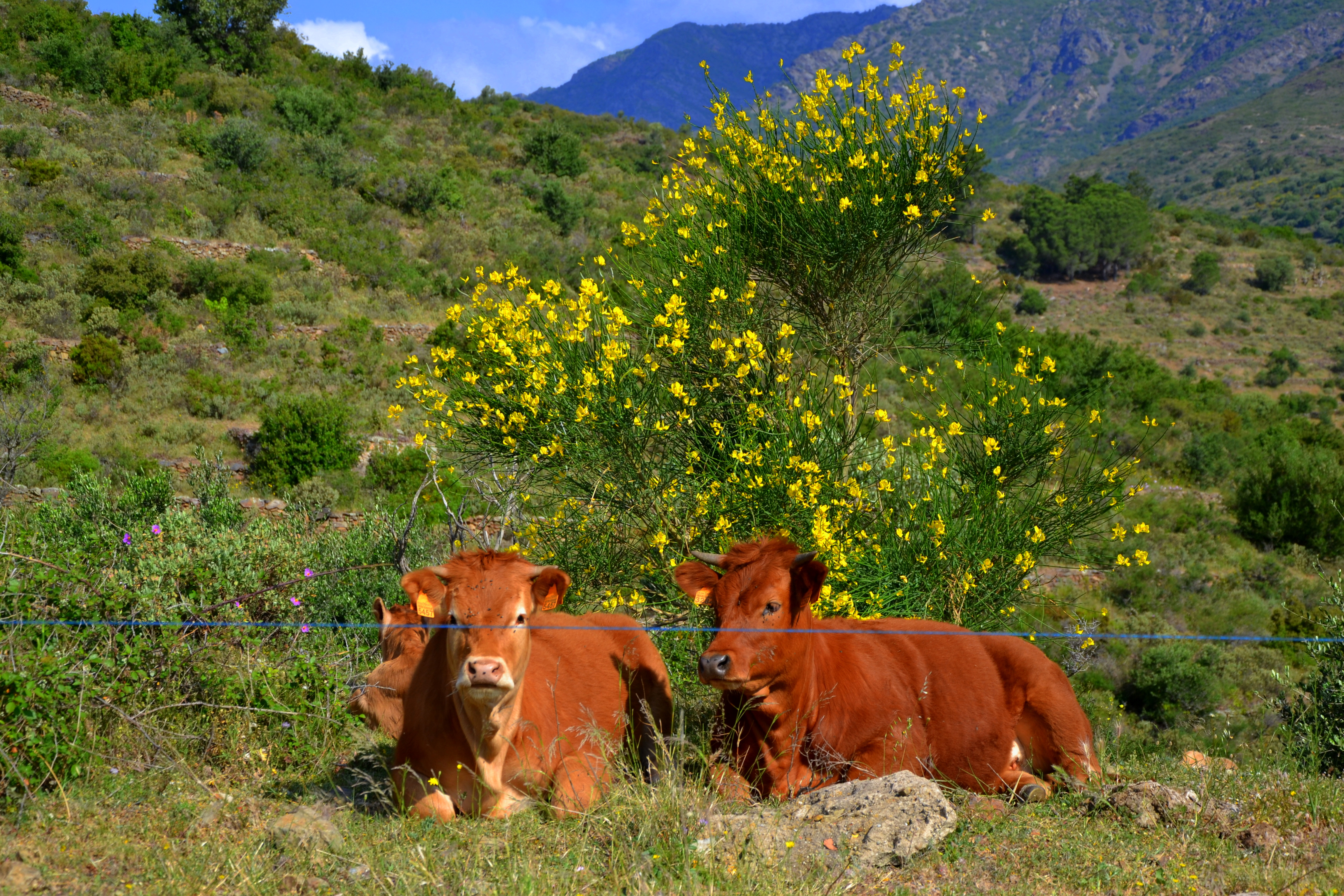
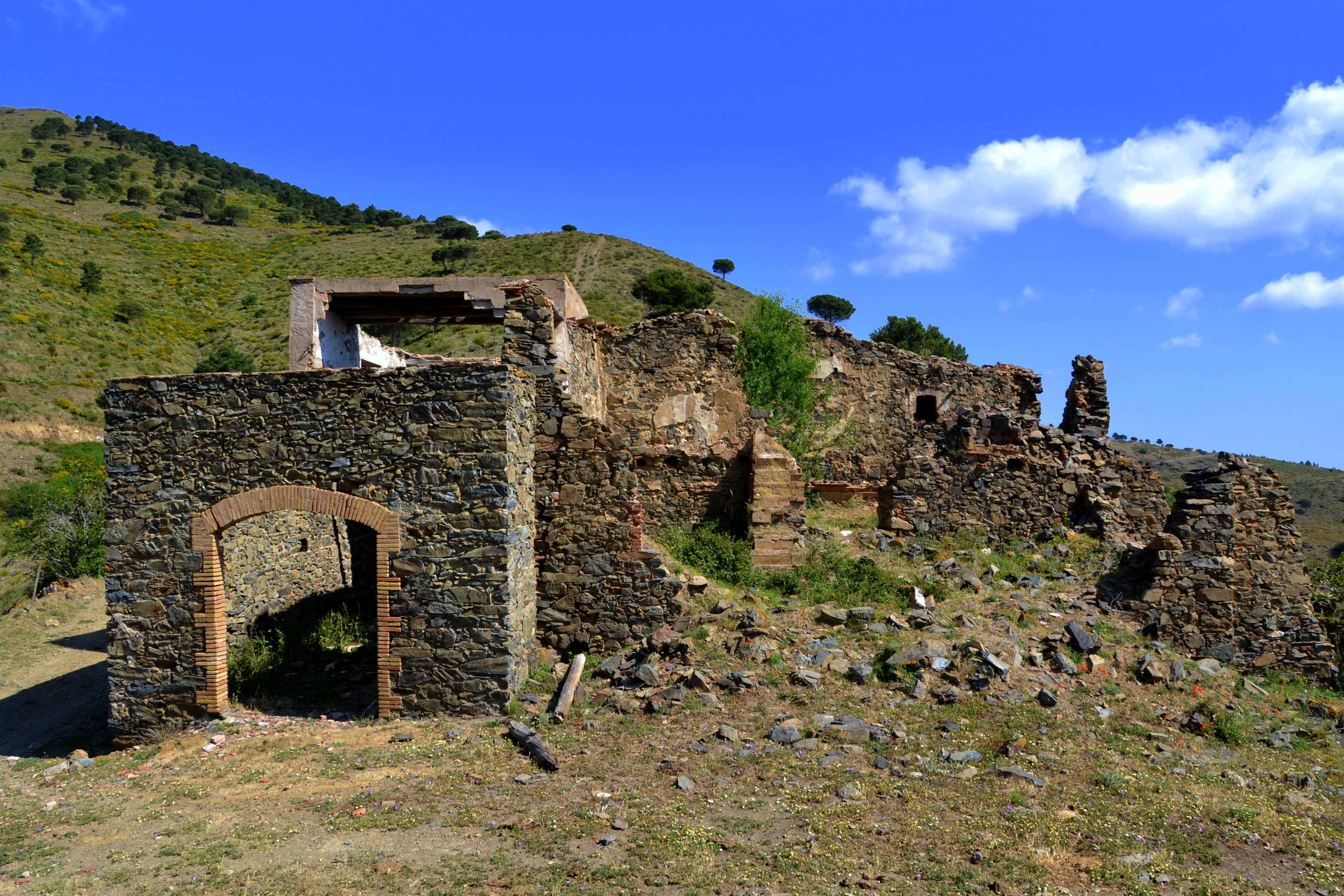